# Gwin Foster
Gwin Stanley Foster (25 de diciembre de 1903 – 25 de noviembre de 1954), también conocido como Gwen o Gwyn, fue un armonicista country old-time conocido por sus trabajos con The Carolina Tar Heels y The Blue Ridge Mountain Entertainers.

## Biografía
Nació en Caldwell  (Carolina del Norte), hijo de Joe y Myra Elizabethy Foster. Antes de dedicarse a la música trabajó en fábricas textiles, donde conoció al bajista Coble "Dock" Walsh, con el que formó una banda. Audicionaron en 1927 para Ralph. S. Peer quien los nombró como The Carolina Tar Heels y ese mismo año realizaron tres sesiones de grabación para Victor Records.
Gwen se unió a The Blue Ridge Mountain Entertainers, un conjunto formado por Clarence Ashley a la guitarra, Clarence Greene al violín, Will Abernathy al autoarpa y Walter Davis a la guitarra solista con quienes realizó varias grabaciones para el sello Vocalion Records.
En 1933 grabó un dueto con Clarence Ashley de la canción «Rising Sun Blues» para Vocalion.
Falleció en Gastonia (Carolina del Norte) el 25 de noviembre de 1954.